# Papilio alcmenor
Papilio alcmenor – gatunek motyla z rodziny paziowatych (Papilionidae). Występuje powszechnie w południowej Azji, szczególnie zaś na terenie północno-wschodnich Indii, w Nepalu, Bhutanie, Mjanmie i w Chinach.